# Никольское (Пригородное сельское поселение)
Никольское — деревня в Пошехонском районе Ярославской области России.
В рамках организации местного самоуправления входит в Пригородное сельское поселение, в рамках административно-территориального устройства относится к Ленинскому сельскому округу.

## География
Расположено в 3 км на восток от деревни Яковлевское и в 7 км на восток от райцентра города Пошехонье.

## История
Каменная церковь с колокольней и оградой построена в 1780 году на средства прихожан. Престолов в ней было два: в настоящей холодной — Казанской Божией Матери, а в теплой — во имя св. и чуд. Николая.
В конце XIX — начале XX века село входило в состав Трушковской волости Пошехонского уезда Ярославской губернии.
С 1929 года село входило в состав Ленинского сельсовета Пошехонского района, с 2005 года — в составе Пригородного сельского поселения.

## Население
| 1859 | 1914 | 2002 | 2007 | 2010 |
| ---- | ---- | ---- | ---- | ---- |
| 103  | ↗112 | ↘55  | →55  | ↘34  |

## Достопримечательности
В селе расположена недействующая Церковь Казанской иконы Божией Матери (1780).

## Общественный транспорт
Никольское обслуживается пригородным автобусным маршрутом № 114 Пошехонье — Никольское.

## Улицы
Ветеранов, Молодёжная.